# Jeff Teague
Jeffrey Demarco "Jeff" Teague (Indianápolis, Indiana; 10 de junio de 1988) es un exjugador de baloncesto estadounidense que disputó 12 temporadas en la NBA. Con 1,91 metros de altura, jugaba en la posición de base. Es hermano del también jugador profesional Marquis Teague.
En marzo de 2022 se convirtió en ojeador de los Atlanta Hawks.

## Trayectoria deportiva

### Universidad
Jugó durante tres temporadas con los Demon Deacons de la Universidad de Wake Forest, en las que promedió 16,4 puntos, 3,0 rebotes y 3 asistencias por partido. En su primera temporada promedió 13,9 puntos, entrando en el mejor quinteto de novatos de la Atlantic Coast Conference y liderando al equipo en robos de balón, con 1,8 por partido. Su mejor anotación de la temporada la logró ante Miami, consiguiendo 27 puntos.
En su segunda y última temporada con los Deacons lideró al equipo en anotación, promediando 18,8 puntos por partido. Fue elegido en el segundo equipo All-American e incluido en el segundo mejor quinteto de la ACC. Anotó 10 o más puntos en todos los partidos de la temporada, teniendo su mejor actuación ante North Carolina, anotando 34 puntos, a los que añadió 6 rebotes y 4 asistencias. En junio de 2009 anunció su intención de ser elegible para el draft de la NBA, renunciando a los dos años que le quedaban como universitario.

#### Estadísticas
| Temporada | Equipo      | PJ | PTS  | REB | AST | ROB | TAP | %TC  | %3P  | %TL  | MIN  | PER |
| --------- | ----------- | -- | ---- | --- | --- | --- | --- | ---- | ---- | ---- | ---- | --- |
| 2007–08   | Wake Forest | 30 | 13.9 | 2.7 | 2.5 | 1.8 | 0.5 | .434 | .395 | .803 | 29.7 | 2.5 |
| 2008–09   | Wake Forest | 31 | 18.8 | 3.3 | 3.5 | 1.9 | 0.6 | .485 | .441 | .817 | 32.0 | 3.4 |
| Total     | Total       | 61 | 16.4 | 3.0 | 3.0 | 1.9 | 0.6 | .460 | .418 | .810 | 30.8 | 2.9 |

### Profesional

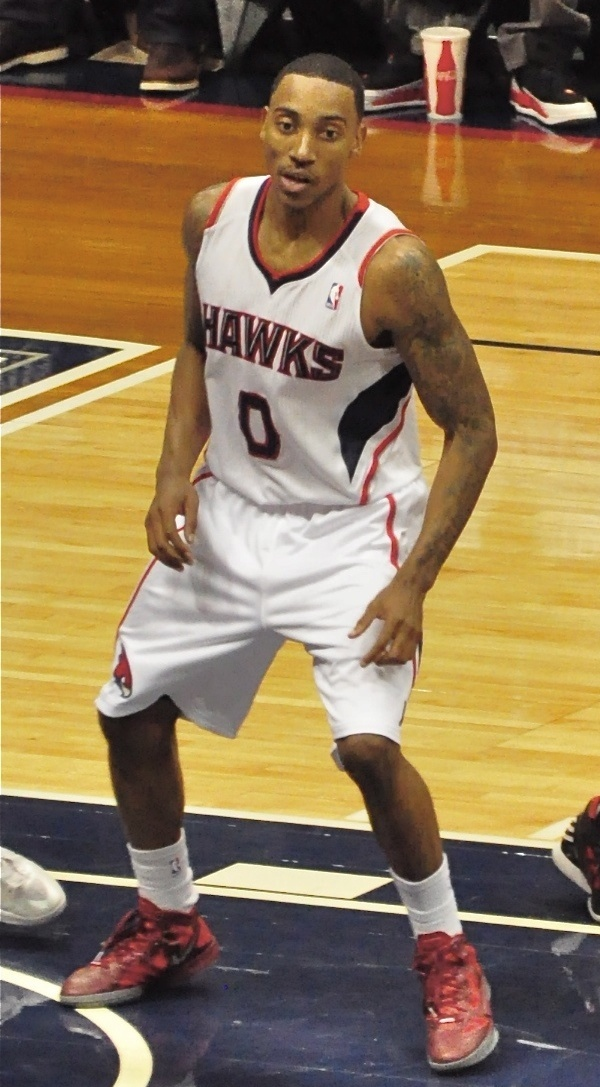
Teague, con los Hawks en 2012.

Fue elegido en la decimonovena posición del Draft de la NBA de 2009 por Atlanta Hawks.
Tras una primera temporada con poco protagonismo, en febrero de 2011 los Hawks traspasan al hasta entonces base titular, Mike Bibby, dando al recién llegado Kirk Hinrich ese puesto. En los Playoffs de esa misma temporada, Hinrich sufre una lesión y Teague asume el rol de titular, cumpliendo con medias de 14,8 puntos y 4,2 asistencias, aunque los Hawks caen ante los Bulls en segunda ronda.
En la temporada 2011-12 los Hawks confían plenamente el puesto de titular a Teague, saliendo de inicio en todos los partidos que disputa.
En la temporada 2014-15 desempeña un gran rendimiento y logra junto con sus compañeros de equipo Al Horford , Paul Millsap y Kyle Korver disputar el All-Star Game de la NBA 2015.
Después de siete años en Atlanta, el 7 de julio de 2016 fue traspasado a Indiana Pacers en un acuerdo a tres bandas en el que también estuvieron implicados los Utah Jazz.
Al año siguiente, el 10 de julio de 2017, Teague firma un contrato de 3 años y $57 millones con Minnesota Timberwolves.
Tras tres temporadas, el 16 de enero de 2020, es traspasado, junto a Treveon Graham, a los Atlanta Hawks a cambio de Allen Crabbe.
Después de unos meses en Atlanta, el 21 de noviembre de 2020, ficha por Boston Celtics. Tras unos meses en Boston, el 25 de marzo de 2021, es traspasado a Orlando Magic a cambio de Evan Fournier. Pero al día siguiente es cortado por los Magic. Y el 29 de marzo, finalmente ficha por Milwaukee Bucks hasta final de temporada.
El 20 de julio de 2021 consiguió, con los Bucks, su primer anillo de campeón tras vencer a los Phoenix Suns en las Finales de la NBA.

### Ojeador
En marzo de 2022 se anunció que se uniría de nuevo a la franquicia de Atlanta Hawks, esta vez como ojeador deportivo. El base de 33 años, quien por otra parte no afirmó haberse retirado, aunque todo apuntaba a ello, aseguró que:

"I've been all around the world watching basketball"; "so I've got a pretty good eye for who I think can play at a certain level."
"He estado en todo el mundo viendo baloncesto, así que tengo muy buen ojo para saber quién creo que puede jugar en un cierto nivel"

## Estadísticas de su carrera en la NBA
|  | Denota temporada en la que ganó un Campeonato de la NBA |

### Temporada regular
| Año      | Equipo    | PJ  | PT  | MPP  | %TC  | %3P   | %TL  | RPP | APP | ROB | TPP | PPP  |
| -------- | --------- | --- | --- | ---- | ---- | ----- | ---- | --- | --- | --- | --- | ---- |
| 2009-10  | Atlanta   | 71  | 3   | 10.1 | .396 | .219  | .837 | .9  | 1.7 | .5  | .2  | 3.2  |
| 2010-11  | Atlanta   | 70  | 7   | 13.8 | .438 | .375  | .794 | 1.5 | 2.0 | .6  | .4  | 5.2  |
| 2011-12  | Atlanta   | 66  | 66  | 33.1 | .476 | .342  | .757 | 2.4 | 4.9 | 1.6 | .6  | 12.6 |
| 2012-13  | Atlanta   | 80  | 78  | 32.9 | .451 | .359  | .881 | 2.3 | 7.2 | 1.5 | .4  | 14.6 |
| 2013-14  | Atlanta   | 79  | 79  | 32.2 | .438 | .329  | .846 | 2.6 | 6.7 | 1.1 | .2  | 16.5 |
| 2014-15  | Atlanta   | 73  | 72  | 30.5 | .460 | .343  | .862 | 2.5 | 7.0 | 1.7 | .4  | 17.6 |
| 2015-16  | Atlanta   | 79  | 78  | 28.5 | .439 | .400  | .837 | 2.7 | 5.9 | 1.2 | .3  | 15.7 |
| 2016-17  | Indiana   | 82  | 82  | 32.4 | .442 | .357  | .867 | 4.0 | 7.8 | 1.2 | .4  | 15.3 |
| 2017-18  | Minnesota | 70  | 70  | 33.0 | .446 | .368  | .845 | 3.0 | 7.0 | 1.5 | .3  | 14.2 |
| 2018-19  | Minnesota | 42  | 41  | 30.1 | .423 | .333  | .804 | 2.5 | 8.2 | 1.0 | .4  | 12.1 |
| 2019-20  | Minnesota | 34  | 13  | 27.8 | .448 | .379  | .868 | 2.6 | 6.1 | .7  | .4  | 13.2 |
| 2019-20  | Atlanta   | 25  | 4   | 20.8 | .412 | .333  | .887 | 2.2 | 4.0 | .8  | .2  | 7.7  |
| 2020-21  | Boston    | 34  | 5   | 18.1 | .415 | .464  | .836 | 1.7 | 2.1 | .8  | .2  | 6.9  |
| 2020-21  | Milwaukee | 21  | 2   | 15.9 | .469 | .385  | .864 | 1.5 | 2.8 | .4  | .2  | 6.6  |
| Total    | Total     | 826 | 600 | 26.8 | .444 | .360  | .844 | 2.4 | 5.6 | 1.1 | .3  | 12.2 |
| All-Star | All-Star  | 1   | 0   | 13.4 | .667 | 1.000 | .000 | 1.0 | 2.0 | 2.0 | .0  | 14.0 |

### Playoffs
| Año   | Equipo    | PJ | PT | MPP  | %TC  | %3P  | %TL  | RPP | APP | ROB | TPP | PPP  |
| ----- | --------- | -- | -- | ---- | ---- | ---- | ---- | --- | --- | --- | --- | ---- |
| 2010  | Atlanta   | 9  | 0  | 6.6  | .333 | .400 | .000 | .2  | .4  | .3  | .1  | 1.8  |
| 2011  | Atlanta   | 8  | 6  | 29.8 | .514 | .143 | .826 | 2.1 | 3.5 | .8  | .4  | 11.8 |
| 2012  | Atlanta   | 6  | 6  | 37.5 | .411 | .412 | .895 | 3.7 | 4.2 | .8  | .8  | 14.0 |
| 2013  | Atlanta   | 6  | 6  | 35.5 | .333 | .300 | .821 | 2.8 | 5.0 | 1.5 | .3  | 13.3 |
| 2014  | Atlanta   | 7  | 7  | 34.6 | .393 | .333 | .950 | 3.7 | 5.0 | 1.0 | .6  | 19.3 |
| 2015  | Atlanta   | 16 | 16 | 33.1 | .410 | .323 | .867 | 3.2 | 6.7 | 1.5 | .4  | 16.8 |
| 2016  | Atlanta   | 10 | 10 | 27.9 | .380 | .250 | .846 | 1.9 | 6.2 | .6  | .2  | 14.5 |
| 2017  | Indiana   | 4  | 4  | 35.6 | .489 | .529 | .833 | 3.3 | 6.3 | 1.0 | .8  | 17.0 |
| 2018  | Minnesota | 5  | 5  | 30.6 | .451 | .389 | .706 | 3.6 | 5.8 | .6  | .4  | 13.0 |
| 2021  | Milwaukee | 16 | 0  | 7.4  | .290 | .455 | .818 | .5  | .8  | .2  | .0  | 2.0  |
| Total | Total     | 87 | 60 | 25.3 | .405 | .343 | .854 | 2.2 | 4.1 | .8  | .3  | 11.4 |

## Vida personal
Teague es hijo de Shawn y Carol Teague. Su padre jugó al baloncesto universitario en Boston, bajo las órdenes de Rick Pitino.
Jeff tiene cuatro hermanos, entre ellos Marquis, que jugó en Kentucky antes de ser elegido en el draft por los Chicago Bulls en 2012.